# NHL Entry Draft 1995
L'NHL Entry Draft 1995 è stato il 33º draft della National Hockey League. Si è tenuto l'8 luglio 1995 presso l'Edmonton Coliseum di Edmonton.
A differenza dell'edizione precedente nel Draft del 1995 non si svolse più il Supplemental Draft, inoltre i giri scesero da undici a nove, portando il numero di giocatori selezionati da 286 a 234. Per la prima volta fu inserita la "lottery system" con cui la squadra giunta all'ultimo posto nella stagione precedente non avrebbe più avuto la certezza di ricevere la prima scelta assoluta. Infatti tramite la draft lottery la squadra vincitrice del sorteggio avrebbe guadagnato fino a un massimo di quattro posizioni per le scelte al primo giro. I Los Angeles Kings vinsero la lottery e avanzarono dalla settima fino alla terza posizione assoluta. Gli Ottawa Senators, giunti ultimi la stagione precedente, conservarono quindi la possibilità di effettuare la prima chiamata.
Gli Ottawa Senators selezionarono il difensore statunitense Bryan Berard dai Detroit Jr. Red Wings, i New York Islanders invece come seconda scelta puntarono sul difensore canadese Wade Redden, proveniente dai Brandon Wheat Kings, mentre i Los Angeles Kings scelsero in terza posizione il difensore finlandese Aki-Petteri Berg del TPS Turku. Fra i 234 giocatori selezionati 132 erano attaccanti, 79 erano difensori mentre 27 erano portieri. Dei giocatori scelti 112 giocarono in NHL.

## Turni
|  | = NHL All-Star |  |  | = NHL All-Star e NHL All-Star Team |  |

Legenda delle posizioni

A = Attaccante   AD = Ala destra   AS = Ala sinistra   C = Centro   D = Difensore   P = Portiere

### Primo giro
| #  | Giocatore                  | Nazionalità | Squadra NHL                        | Squadra di provenienza           |
| -- | -------------------------- | ----------- | ---------------------------------- | -------------------------------- |
| 1  | Bryan Berard (D)           | Stati Uniti | Ottawa Senators                    | Detroit Jr. Red Wings (OHL)      |
| 2  | Wade Redden (D)            | Canada      | New York Islanders                 | Brandon Wheat Kings (WHL)        |
| 3  | Aki-Petteri Berg (D)       | Finlandia   | Los Angeles Kings                  | TPS (SM-liiga)                   |
| 4  | Chad Kilger (AS)           | Canada      | Mighty Ducks of Anaheim            | Kingston Frontenacs (OHL)        |
| 5  | Daymond Langkow (C)        | Canada      | Tampa Bay Lightning                | Tri-City Americans (WHL)         |
| 6  | Steve Kelly (C)            | Canada      | Edmonton Oilers                    | Prince Albert Raiders (WHL)      |
| 7  | Shane Doan (AD)            | Canada      | Winnipeg Jets                      | Kamloops Blazers (WHL)           |
| 8  | Terry Ryan (AS)            | Canada      | Montreal Canadiens                 | Tri-City Americans (WHL)         |
| 9  | Kyle McLaren (D)           | Canada      | Boston Bruins (da Hartford)        | Tacoma Rockets (WHL)             |
| 10 | Radek Dvořák (AD)          | Rep. Ceca   | Florida Panthers                   | České Budějovice (Extraliga)     |
| 11 | Jarome Iginla (AD)         | Canada      | Dallas Stars                       | Kamloops Blazers (WHL)           |
| 12 | Teemu Riihijärvi (AS)      | Finlandia   | San Jose Sharks                    | Espoo Blues (SM-liiga)           |
| 13 | Jean-Sébastien Giguère (P) | Canada      | Hartford Whalers (da NY Rangers)   | Halifax Mooseheads (QMJHL)       |
| 14 | Jay McKee (D)              | Canada      | Buffalo Sabres (da Vancouver)      | Niagara Falls Thunder (OHL)      |
| 15 | Jeff Ware (D)              | Canada      | Toronto Maple Leafs                | Oshawa Generals (OHL)            |
| 16 | Martin Biron (P)           | Canada      | Buffalo Sabres                     | Beauport Harfangs (QMJHL)        |
| 17 | Brad Church (AS)           | Canada      | Washington Capitals                | Prince Albert Raiders (WHL)      |
| 18 | Petr Sýkora (AD)           | Rep. Ceca   | New Jersey Devils                  | Detroit Vipers (IHL)             |
| 19 | Dmitrij Nabokov (AD)       | Canada      | Chicago Blackhawks                 | Kryl'ja Sovetov (CSI)            |
| 20 | Denis Gauthier (D)         | Canada      | Calgary Flames                     | Drummondville Voltigeurs (QMJHL) |
| 21 | Sean Brown (D)             | Canada      | Boston Bruins                      | Belleville Bulls (OHL)           |
| 22 | Brian Boucher (P)          | Stati Uniti | Philadelphia Flyers                | Tri-City Americans (WHL)         |
| 23 | Miika Elomo (C)            | Finlandia   | Washington Capitals (da St. Louis) | Kiekko-67 (SM-liiga)             |
| 24 | Aleksej Morozov (AD)       | Russia      | Pittsburgh Penguins                | Seattle Thunderbirds (WHL)       |
| 25 | Marc Denis (P)             | Canada      | Colorado Avalanche                 | Chicoutimi Saguenéens (QMJHL)    |
| 26 | Maksm Kuznecov (D)         | Kazakistan  | Detroit Red Wings                  | Dinamo Mosca (CSI)               |

### Secondo giro
| #  | Giocatore              | Nazionalità | Squadra NHL                       | Squadra di provenienza              |
| -- | ---------------------- | ----------- | --------------------------------- | ----------------------------------- |
| 27 | Marc Moro (D)          | Canada      | Ottawa Senators                   | Kingston Frontenacs (OHL)           |
| 28 | Jan Hlaváč (AS)        | Rep. Ceca   | New York Islanders                | Sparta Praga (Extraliga)            |
| 29 | Brian Wesenberg (AD)   | Canada      | Mighty Ducks of Anaheim           | Guelph Storm (OHL)                  |
| 30 | Mike McBain (D)        | Canada      | Tampa Bay Lightning               | Red Deer Rebels (WHL)               |
| 31 | Georges Laraque (AD)   | Canada      | Edmonton Oilers                   | Saint-Jean Lynx (QMJHL)             |
| 32 | Marc Chouinard (C)     | Canada      | Winnipeg Jets                     | Beauport Harfangs (QMJHL)           |
| 33 | Donald MacLean (C)     | Canada      | Los Angeles Kings                 | Beauport Harfangs (QMJHL)           |
| 34 | Jason Doig (D)         | Canada      | Winnipeg Jets (da Montreal)       | Laval Titan (QMJHL)                 |
| 35 | Sergej Fedotov (D)     | Russia      | Hartford Whalers                  | Dinamo Mosca (CSI)                  |
| 36 | Aaron MacDonald (P)    | Canada      | Florida Panthers                  | Swift Current Broncos (WHL)         |
| 37 | Patrick Côté (AS)      | Canada      | Dallas Stars                      | Beauport Harfangs (QMJHL)           |
| 38 | Peter Roed (C)         | Stati Uniti | San Jose Sharks                   | White Bear Lake HS (USHS-Minnesota) |
| 39 | Christian Dubé (C)     | Canada      | New York Rangers                  | Sherbrooke Faucons (QMJHL)          |
| 40 | Chris McAllister (AS)  | Canada      | Vancouver Canucks                 | Saskatoon Blades (WHL)              |
| 41 | D. J. Smith (D)        | Canada      | New York Islanders (da Toronto)   | Windsor Spitfires (OHL)             |
| 42 | Mark Dutiame (AS)      | Canada      | Buffalo Sabres                    | Brandon Wheat Kings (WHL)           |
| 43 | Dwayne Hay (AS)        | Canada      | Washington Capitals               | Guelph Storm (OHL)                  |
| 44 | Nathan Perrott (AS)    | Canada      | New Jersey Devils                 | Oshawa Generals (OHL)               |
| 45 | Christian Laflamme (D) | Canada      | Chicago Blackhawks                | Beauport Harfangs (QMJHL)           |
| 46 | Pavel Smirnov (C)      | Russia      | Calgary Flames                    | Molot Perm' (CSI)                   |
| 47 | Paxton Schafer (P)     | Canada      | Boston Bruins                     | Medicine Hat Tigers (WHL)           |
| 48 | Shane Kenny (D)        | Canada      | Philadelphia Flyers               | Owen Sound Attack (OHL)             |
| 49 | Jochen Hecht (C)       | Germania    | St. Louis Blues                   | Adler Mannheim (DEL)                |
| 50 | Pavel Rosa (AD)        | Rep. Ceca   | Los Angeles Kings (da Pittsburgh) | Litvínov (Extraliga)                |
| 51 | Nic Beaudoin (AS)      | Canada      | Colorado Avalanche                | Detroit Jr. Red Wings (OHL)         |
| 52 | Philippe Audet (AS)    | Canada      | Detroit Red Wings                 | Granby Bisons (QMJHL)               |

### Terzo giro
| #  | Giocatore                | Nazionalità | Squadra NHL                                  | Squadra di provenienza           |
| -- | ------------------------ | ----------- | -------------------------------------------- | -------------------------------- |
| 53 | Brad Larsen (D)          | Canada      | Ottawa Senators                              | Swift Current Broncos (WHL)      |
| 54 | Ryan Pepperall (AD)      | Canada      | Toronto Maple Leafs (da NY Islanders)        | Kitchener Rangers (OHL)          |
| 55 | Mike Leclerc (AS)        | Canada      | Mighty Ducks of Anaheim                      | Brandon Wheat Kings (WHL)        |
| 56 | Shane Willis (AS)        | Canada      | Tampa Bay Lightning                          | Prince Albert Raiders (WHL)      |
| 57 | Lukáš Zíb (D)            | Rep. Ceca   | Edmonton Oilers                              | České Budějovice (Extraliga)     |
| 58 | Darryl Laplante (C)      | Canada      | Detroit Red Wings (da Winnipeg)              | Moose Jaw Warriors (WHL)         |
| 59 | Uladzimir Cyplakoŭ (AS)  | Bielorussia | Los Angeles Kings                            | Fort Wayne Komets (IHL)          |
| 60 | Miloslav Gureň (D)       | Rep. Ceca   | Montreal Canadiens                           | PSG Zlín (Extraliga)             |
| 61 | Larry Courville (AS)     | Canada      | Vancouver Canucks (da Hartford via Chicago)  | Oshawa Generals (OHL)            |
| 62 | Mike O'Grady (D)         | Canada      | Florida Panthers                             | Lethbridge Hurricanes (WHL)      |
| 63 | Petr Buzek (D)           | Rep. Ceca   | Dallas Stars                                 | Dukla Jihlava (Extraliga)        |
| 64 | Marko Mäkinen (AS)       | Finlandia   | San Jose Sharks                              | TPS (SM-liiga)                   |
| 65 | Mike Martin (D)          | Canada      | New York Rangers                             | Windsor Spitfires (OHL)          |
| 66 | Peter Schaefer (AS)      | Canada      | Vancouver Canucks                            | Brandon Wheat Kings (WHL)        |
| 67 | Brad Isbister (AS)       | Canada      | Winnipeg Jets (da Toronto)                   | Portland Winterhawks (WHL)       |
| 68 | Mathieu Sunderland (AD)  | Canada      | Buffalo Sabres                               | Drummondville Voltigeurs (QMJHL) |
| 69 | Sergej Gusev (D)         | Russia      | Dallas Stars (da Washington via Winnipeg)    | CSK VVS Samara (CSI)             |
| 70 | Sergej Vyšedkevič (D)    | Russia      | New Jersey Devils                            | Dinamo Mosca (CSI)               |
| 71 | Kevin McKay (D)          | Canada      | Chicago Blackhawks (da Chicago via Winnipeg) | Moose Jaw Warriors (WHL)         |
| 72 | Rocky Thompson (AD)      | Canada      | Calgary Flames                               | Medicine Hat Tigers (WHL)        |
| 73 | Bill McCauley (D)        | Stati Uniti | Boston Bruins                                | Detroit Jr. Red Wings (OHL)      |
| 74 | Martin Hohenberger (AS)  | Austria     | Montreal Canadiens (da Philadelphia)         | Prince George Cougars (WHL)      |
| 75 | Scott Roche (P)          | Canada      | St. Louis Blues                              | North Bay Centennials (OHL)      |
| 76 | Jean-Sébastien Aubin (P) | Canada      | Pittsburgh Penguins                          | Sherbrooke Faucons (QMJHL)       |
| 77 | John Tripp (AD)          | Canada      | Colorado Avalanche                           | Oshawa Generals (OHL)            |
| 78 | David Gosselin (C)       | Canada      | New Jersey Devils (da Detroit)               | Sherbrooke Faucons (QMJHL)       |

### Quarto giro
| #   | Giocatore                 | Nazionalità | Squadra NHL                                         | Squadra di provenienza          |
| --- | ------------------------- | ----------- | --------------------------------------------------- | ------------------------------- |
| 79  | Alyn McCauley (C)         | Canada      | New Jersey Devils (da Ottawa)                       | Ottawa 67's (OHL)               |
| 80  | Dave Duerden (AS)         | Canada      | Florida Panthers (da NY Islanders)                  | Peterborough Petes (OHL)        |
| 81  | Tomi Kallio (AD)          | Finlandia   | Colorado Avalanche (da Anaheim)                     | Kiekko-67 (SM-liiga)            |
| 82  | Chris Van Dyk (D)         | Canada      | Chicago Blackhawks (da Tampa Bay via Anaheim)       | Windsor Spitfires (OHL)         |
| 83  | Mike Minard (P)           | Canada      | Edmonton Oilers                                     | Chilliwack Chiefs (BCHL)        |
| 84  | Justin Kurtz (D)          | Canada      | Winnipeg Jets                                       | Brandon Wheat Kings (WHL)       |
| 85  | Ian MacNeil (C)           | Canada      | Hartford Whalers (da Los Angeles)                   | Oshawa Generals (OHL)           |
| 86  | Jonathan Delisle (AD)     | Canada      | Montreal Canadiens                                  | Hull Olympiques (QMJHL)         |
| 87  | Sami Kapanen (AD)         | Finlandia   | Hartford Whalers                                    | HIFK (SM-liiga)                 |
| 88  | Daniel Tjärnqvist (D)     | Svezia      | Florida Panthers                                    | Rögle (Elitserien)              |
| 89  | Kevin Bolibruck (D)       | Canada      | Ottawa Senators (da Dallas via Florida)             | Peterborough Petes (OHL)        |
| 90  | Vesa Toskala (P)          | Finlandia   | San Jose Sharks                                     | Ilves (SM-liiga)                |
| 91  | Marc Savard (C)           | Canada      | New York Rangers                                    | Oshawa Generals (OHL)           |
| 92  | Lloyd Shaw (D)            | Canada      | Vancouver Canucks                                   | Seattle Thunderbirds (WHL)      |
| 93  | Sébastien Charpentier (P) | Canada      | Washington Capitals (da Toronto)                    | Laval Titan (QMJHL)             |
| 94  | Matt Davidson (AD)        | Canada      | Buffalo Sabres                                      | Portland Winterhawks (WHL)      |
| 95  | Joël Thériault (D)        | Canada      | Washington Capitals                                 | Beauport Harfangs (QMJHL)       |
| 96  | Henrik Rehnberg (D)       | Svezia      | New Jersey Devils                                   | Färjestad (Elitserien)          |
| 97  | Pavel Kriz (D)            | Rep. Ceca   | Chicago Blackhawks                                  | Tri-City Americans (WHL)        |
| 98  | Jan Labraaten (AS)        | Svezia      | Calgary Flames                                      | Färjestad (Elitserien)          |
| 99  | Cameron Mann (AD)         | Canada      | Boston Bruins                                       | Peterborough Petes (OHL)        |
| 100 | Radovan Somík (AD)        | Slovacchia  | Philadelphia Flyers (da Philadelphia via Tampa Bay) | MHC Martin (Extraliga)          |
| 101 | Michal Handzuš (C)        | Canada      | St. Louis Blues                                     | '05 Banská Bystrica (Extraliga) |
| 102 | Oleg Belov (C)            | Russia      | Pittsburgh Penguins                                 | CSKA Mosca (CSI)                |
| 103 | Kevin Boyd (AS)           | Canada      | Ottawa Senators (da Colorado)                       | London Knights (OHL)            |
| 104 | Anatolij Ustugov (AS)     | Russia      | Detroit Red Wings                                   | Torpedo Jaroslavl' (CSI)        |

### Quinto giro
| #   | Giocatore                    | Nazionalità | Squadra NHL                                                              | Squadra di provenienza           |
| --- | ---------------------------- | ----------- | ------------------------------------------------------------------------ | -------------------------------- |
| 105 | Benoît Gratton (C)           | Canada      | Washington Capitals (da Ottawa)                                          | Hull Olympiques (QMJHL)          |
| 106 | Vladimír Országh (AD)        | Slovacchia  | New York Islanders                                                       | '05 Banská Bystrica (Extraliga)  |
| 107 | Igor' Nikulin (AD)           | Russia      | Mighty Ducks of Anaheim                                                  | Severstal’ (CSI)                 |
| 108 | Konstantin Golochvastov (AD) | Russia      | Tampa Bay Lightning (da Tampa Bay via Washington, Tampa Bay e St. Louis) | Dinamo Mosca (CSI)               |
| 109 | Jan Snopek (D)               | Rep. Ceca   | Mighty Ducks of Anaheim                                                  | Oshawa Generals (OHL)            |
| 110 | Aleksej Vasil'ev (D)         | Russia      | New York Rangers (da Winnipeg)                                           | Torpedo Jaroslavl' (CSI)         |
| 111 | Marian Menhart (D)           | Rep. Ceca   | Buffalo Sabres (da Los Angeles)                                          | Seattle Thunderbirds (WHL)       |
| 112 | Niklas Anger (AD)            | Svezia      | Montreal Canadiens                                                       | Djurgården (Elitserien)          |
| 113 | Hugh Hamilton (D)            | Canada      | Hartford Whalers                                                         | Spokane Chiefs (WHL)             |
| 114 | François Cloutier (AS)       | Canada      | Florida Panthers                                                         | Hull Olympiques (QMJHL)          |
| 115 | Wade Strand (D)              | Canada      | Dallas Stars                                                             | Regina Pats (WHL)                |
| 116 | Miikka Kiprusoff (P)         | Finlandia   | San Jose Sharks                                                          | TPS (SM-liiga)                   |
| 117 | Dale Purinton (D)            | Stati Uniti | New York Rangers                                                         | Tacoma Rockets (WHL)             |
| 118 | Jason Morgan (C)             | Canada      | Los Angeles Kings (da Vancouver via Dallas)                              | Kingston Frontenacs (OHL)        |
| 119 | Kevin Popp (D)               | Canada      | Buffalo Sabres (da Toronto)                                              | Seattle Thunderbirds (WHL)       |
| 120 | Todd Norman (AS)             | Canada      | Vancouver Canucks (da Buffalo)                                           | Guelph Storm (OHL)               |
| 121 | Brian Elder (P)              | Canada      | Winnipeg Jets (da Washington)                                            | Brandon Wheat Kings (WHL)        |
| 122 | Chris Mason (P)              | Canada      | New Jersey Devils                                                        | Prince George Cougars (WHL)      |
| 123 | Daniel Bienvenue (AS)        | Canada      | Buffalo Sabres (da Chicago)                                              | Val-d'Or Foreurs (QMJHL)         |
| 124 | Joel Cort (D)                | Canada      | Washington Capitals (da Calgary)                                         | Guelph Storm (OHL)               |
| 125 | Chad Wilchynski (D)          | Canada      | Detroit Red Wings (da Boston)                                            | Regina Pats (WHL)                |
| 126 | Dave Arsenault (P)           | Canada      | Detroit Red Wings (da Philadelphia)                                      | Drummondville Voltigeurs (QMJHL) |
| 127 | Jeffrey Ambrosio (AS)        | Canada      | St. Louis Blues                                                          | Belleville Bulls (OHL)           |
| 128 | Jan Hrdina (C)               | Rep. Ceca   | Pittsburgh Penguins                                                      | Seattle Thunderbirds (WHL)       |
| 129 | Brent Johnson (P)            | Stati Uniti | Colorado Avalanche                                                       | Owen Sound Attack (OHL)          |
| 130 | Michal Broš (C)              | Rep. Ceca   | San Jose Sharks (da Detroit)                                             | Olomouc (Extraliga)              |

### Sesto giro
| #   | Giocatore               | Nazionalità | Squadra NHL                                | Squadra di provenienza                      |
| --- | ----------------------- | ----------- | ------------------------------------------ | ------------------------------------------- |
| 131 | David Hruška (AD)       | Rep. Ceca   | Ottawa Senators                            | Red Deer Rebels (WHL)                       |
| 132 | Dmitrij Tertyšn'yj (D)  | Russia      | Philadelphia Flyers (da NY Islanders)      | Traktor Čeljabinsk (CSI)                    |
| 133 | Peter Leboutillier (AD) | Canada      | Mighty Ducks of Anaheim                    | Red Deer Rebels (WHL)                       |
| 134 | Eduard Peršin (C)       | Russia      | Tampa Bay Lightning                        | Dinamo Mosca (CSI)                          |
| 135 | Jamie Sokolsky (D)      | Canada      | Philadelphia Flyers (da Edmonton)          | Kryl'ja Sovetov (CSI)                       |
| 136 | Sylvain Daigle (P)      | Canada      | Winnipeg Jets                              | Shawinigan Cataractes (QMJHL)               |
| 137 | Igor' Meljakov (AD)     | Russia      | Los Angeles Kings                          | The Governor's Academy (USHS-Massachusetts) |
| 138 | Boyd Olson (C)          | Canada      | Montreal Canadiens                         | Tri-City Americans (WHL)                    |
| 139 | Doug Bonner (P)         | Stati Uniti | Toronto Maple Leafs (da Hartford)          | Seattle Thunderbirds (WHL)                  |
| 140 | Timo Hakanen (C)        | Finlandia   | San Jose Sharks (da Florida)               | Porin Ässät (SM-liiga)                      |
| 141 | Dominic Marleau (D)     | Canada      | Dallas Stars                               | Victoriaville Tigres (QMJHL)                |
| 142 | Jaroslav Kudrna (AS)    | Rep. Ceca   | San Jose Sharks                            | Penticton Vees (BCHL)                       |
| 143 | Peter Slamiar (AD)      | Slovacchia  | New York Rangers                           | HKm Zvolen (Extraliga)                      |
| 144 | Brent Sopel (D)         | Canada      | Vancouver Canucks                          | Swift Current Broncos (WHL)                 |
| 145 | Yannick Tremblay (D)    | Canada      | Toronto Maple Leafs                        | Beauport Harfangs (QMJHL)                   |
| 146 | Marc Magliarditi (P)    | Stati Uniti | Chicago Blackhawks (da Buffalo)            | Des Moines Buccaneers (USHL)                |
| 147 | Frederick Jobin (AS)    | Canada      | Washington Capitals                        | Laval Titan (QMJHL)                         |
| 148 | Adam Young (D)          | Canada      | New Jersey Devils                          | Windsor Spitfires (OHL)                     |
| 149 | Marty Wilford (D)       | Canada      | Chicago Blackhawks                         | Oshawa Generals (OHL)                       |
| 150 | Clarke Wilm (C)         | Canada      | Calgary Flames                             | Saskatoon Blades (WHL)                      |
| 151 | Evgenij Šaldybin (D)    | Russia      | Boston Bruins                              | Torpedo Jaroslavl' (CSI)                    |
| 152 | Martin Špaňhel (D)      | Rep. Ceca   | Philadelphia Flyers                        | PSG Zlín (Extraliga)                        |
| 153 | Denis Hamel (AS)        | Canada      | St. Louis Blues (da St. Louis via Anaheim) | Chicoutimi Saguenéens (QMJHL)               |
| 154 | Aleksej Kolkunov (C)    | Russia      | Pittsburgh Penguins                        | Kryl'ja Sovetov (CSI)                       |
| 155 | John Cirjak (AD)        | Canada      | Colorado Avalanche                         | Spokane Chiefs (WHL)                        |
| 156 | Tyler Perry (C)         | Canada      | Detroit Red Wings                          | Seattle Thunderbirds (WHL)                  |

### Settimo giro
| #   | Giocatore                 | Nazionalità | Squadra NHL                   | Squadra di provenienza                |
| --- | ------------------------- | ----------- | ----------------------------- | ------------------------------------- |
| 157 | Benoît Larose (D)         | Canada      | Los Angeles Kings (da Ottawa) | Sherbrooke Faucons (QMJHL)            |
| 158 | Andrew Taylor (AS)        | Canada      | New York Islanders            | Detroit Jr. Red Wings (OHL)           |
| 159 | Mike LaPlante (D)         | Canada      | Mighty Ducks of Anaheim       | Calgary Royals (AJHL)                 |
| 160 | Cory Murphy (D)           | Canada      | Tampa Bay Lightning           | S.S. Marie Greyhounds (OHL)           |
| 161 | Martin Cerven (C)         | Slovacchia  | Edmonton Oilers               | Dukla Trenčín (Extraliga)             |
| 162 | Paul Traynor (D)          | Canada      | Winnipeg Jets                 | Kitchener Rangers (OHL)               |
| 163 | Juha Vuorivirta (C)       | Finlandia   | Los Angeles Kings             | Tappara (SM-liiga)                    |
| 164 | Stéphane Robidas (D)      | Canada      | Montreal Canadiens            | Shawinigan Cataractes (QMJHL)         |
| 165 | Byron Ritchie (C)         | Canada      | Hartford Whalers              | Lethbridge Hurricanes (WHL)           |
| 166 | Peter Worrell (AS)        | Canada      | Florida Panthers              | Hull Olympiques (QMJHL)               |
| 167 | Brad Mehalko (AD)         | Canada      | San Jose Sharks (da Dallas)   | Lethbridge Hurricanes (WHL)           |
| 168 | Robert Jindrich (D)       | Rep. Ceca   | San Jose Sharks               | Plzeň 1929 (Extraliga)                |
| 169 | Jeff Heil (P)             | Stati Uniti | New York Rangers              | U. of Wisconsin-River Falls (NCHA)    |
| 170 | Stu Boedker (C)           | Canada      | Vancouver Canucks             | Colorado C. Tigers (WCHA)             |
| 171 | Marek Melenovský (C)      | Rep. Ceca   | Toronto Maple Leafs           | London Knights (OHL)                  |
| 172 | Brian Scott (AS)          | Canada      | Buffalo Sabres                | Kitchener Rangers (OHL)               |
| 173 | Jeff Dewar (AD)           | Canada      | Dallas Stars (da Washington)  | Moose Jaw Warriors (WHL)              |
| 174 | Richard Rochefort (C)     | Canada      | New Jersey Devils             | Sudbury Wolves (OHL)                  |
| 175 | Steve Tardif (C)          | Canada      | Chicago Blackhawks            | Drummondville Voltigeurs (QMJHL)      |
| 176 | Ryan Gillis (D)           | Canada      | Calgary Flames                | North Bay Centennials (OHL)           |
| 177 | Per-Johan Axelsson (AS)   | Svezia      | Boston Bruins                 | Västra Frölunda HC (Elitserien)       |
| 178 | Martin Streit (AD)        | Rep. Ceca   | Philadelphia Flyers           | Olomouc (Extraliga)                   |
| 179 | Jean-Luc Grand-Pierre (D) | Canada      | St. Louis Blues               | Val-d'Or Foreurs (QMJHL)              |
| 180 | Derrick Pyke (AD)         | Canada      | Pittsburgh Penguins           | Halifax Mooseheads (QMJHL)            |
| 181 | Dan Smith (D)             | Canada      | Colorado Avalanche            | University of British Columbia (CIAU) |
| 182 | Per Eklund (AD)           | Svezia      | Detroit Red Wings             | Djurgården (Elitserien)               |

### Ottavo giro
| #   | Giocatore                | Nazionalità | Squadra NHL                                  | Squadra di provenienza        |
| --- | ------------------------ | ----------- | -------------------------------------------- | ----------------------------- |
| 183 | Kaj Linna (D)            | Finlandia   | Ottawa Senators                              | Boston U. Terriers (QMJHL)    |
| 184 | Ray Schultz (D)          | Canada      | Ottawa Senators (da NY Islanders via Boston) | Tri-City Americans (WHL)      |
| 185 | Ihor Karpenko (P)        | Ucraina     | Mighty Ducks of Anaheim                      | Sokol Kiev (CSI)              |
| 186 | Joe Cardarelli (AS)      | Canada      | Tampa Bay Lightning                          | Spokane Chiefs (WHL)          |
| 187 | Steven Douglas (D)       | Canada      | Edmonton Oilers                              | Niagara Falls Thunder (OHL)   |
| 188 | Jaroslav Obšut (D)       | Slovacchia  | Winnipeg Jets                                | Battleford North Stars (SJHL) |
| 189 | Fredrik Lovén (D)        | Svezia      | Winnipeg Jets (da Los Angeles)               | Djurgården (Elitserien)       |
| 190 | Greg Hart (AD)           | Canada      | Montreal Canadiens                           | Kamloops Blazers (WHL)        |
| 191 | Milan Kostolny (AD)      | Slovacchia  | Hartford Whalers                             | Detroit Jr. Red Wings (OHL)   |
| 192 | Filip Kuba (D)           | Rep. Ceca   | Florida Panthers                             | Vítkovice Steel (Extraliga)   |
| 193 | Anatolij Kovesnikov (AS) | Ucraina     | Dallas Stars                                 | Sokol Kiev (CSI)              |
| 194 | Ryan Kraft (C)           | Stati Uniti | San Jose Sharks                              | Minnesota Gophers (WCHA)      |
| 195 | Il'ja Gorochov (D)       | Russia      | New York Rangers                             | Torpedo Jaroslavl' (CSI)      |
| 196 | Tyler Willis (AD)        | Canada      | Vancouver Canucks                            | Swift Current Broncos (WHL)   |
| 197 | Mark Murphy (AS)         | Stati Uniti | Toronto Maple Leafs                          | Stratford Cullitons (MWJBHL)  |
| 198 | Mike Zanutto (C)         | Canada      | Buffalo Sabres                               | Oshawa Generals (OHL)         |
| 199 | Vasilij Turkovskij (D)   | Russia      | Washington Capitals                          | CSKA Mosca (CSI)              |
| 200 | Frederic Henry (P)       | Canada      | New Jersey Devils                            | Granby Bisons (QMJHL)         |
| 201 | Casey Hankinson (AS)     | Stati Uniti | Chicago Blackhawks                           | Minnesota Gophers (WCHA)      |
| 202 | Sergej Lučinkin (C)      | Russia      | Dallas Stars (da Calgary)                    | Dinamo Mosca (CSI)            |
| 203 | Sergei Žukov (D)         | Russia      | Boston Bruins                                | Torpedo Jaroslavl' (CSI)      |
| 204 | Ruslan Šafikov (C)       | Russia      | Philadelphia Flyers                          | Salavat Julaev (CSI)          |
| 205 | Derek Bekar (C)          | Canada      | St. Louis Blues                              | Powell River Kings (BCHL)     |
| 206 | Sergej Voronov (D)       | Russia      | Pittsburgh Penguins                          | Dinamo Mosca (CSI)            |
| 207 | Tomi Hirvonen (C)        | Finlandia   | Colorado Avalanche                           | Ilves (SM-liiga)              |
| 208 | Andrej Samochvalov (AD)  | Kazakistan  | Detroit Red Wings                            | Kazcink-Torpedo (CSI)         |

### Nono giro
| #   | Giocatore            | Nazionalità | Squadra NHL                     | Squadra di provenienza              |
| --- | -------------------- | ----------- | ------------------------------- | ----------------------------------- |
| 209 | Libor Zábranský (D)  | Rep. Ceca   | St. Louis Blues (da Ottawa)     | České Budějovice (Extraliga)        |
| 210 | David Macdonald (P)  | Canada      | New York Islanders              | Sudbury Wolves (OHL)                |
| 211 | Mike Broda (AS)      | Canada      | New York Islanders (da Anaheim) | Moose Jaw Warriors (WHL)            |
| 212 | Zac Bierk (P)        | Canada      | Tampa Bay Lightning             | Peterborough Petes (OHL)            |
| 213 | Jiri Antonin (D)     | Rep. Ceca   | Edmonton Oilers                 | Pardubice (Extraliga)               |
| 214 | Rob Deciantis (C)    | Canada      | Winnipeg Jets                   | Kitchener Rangers (OHL)             |
| 215 | Brian Stewart (D)    | Canada      | Los Angeles Kings               | S.S. Marie Greyhounds (OHL)         |
| 216 | Éric Houde (C)       | Canada      | Montreal Canadiens              | Halifax Mooseheads (QMJHL)          |
| 217 | Mike Rucinski (D)    | Stati Uniti | Hartford Whalers                | Detroit Jr. Red Wings (OHL)         |
| 218 | David Lemanowicz (P) | Canada      | Florida Panthers                | Spokane Chiefs (WHL)                |
| 219 | Stephen Lowe (C)     | Canada      | Dallas Stars                    | S.S. Marie Greyhounds (OHL)         |
| 220 | Mikko Markkanen (AD) | Finlandia   | San Jose Sharks                 | TPS (SM-liiga)                      |
| 221 | Bob Maudie (C)       | Canada      | New York Rangers                | Kamloops Blazers (WHL)              |
| 222 | Jason Cugnet (P)     | Canada      | Vancouver Canucks               | Kelowna Spartans (BCHL)             |
| 223 | Daniil Markov (D)    | Russia      | Toronto Maple Leafs             | Spartak Mosca (CSI)                 |
| 224 | Rob Skrlac (AS)      | Canada      | Buffalo Sabres                  | Kamloops Blazers (WHL)              |
| 225 | Scott Swanson (D)    | Stati Uniti | Washington Capitals             | Omaha Lancers (USHL)                |
| 226 | Colin O'Hara (D)     | Canada      | New Jersey Devils               | Winnipeg Blues (MJHL)               |
| 227 | Mike Pittman (C)     | Canada      | Chicago Blackhawks              | Guelph Storm (OHL)                  |
| 228 | Chris George (AD)    | Canada      | Colorado Avalanche (da Calgary) | Sarnia Sting (OHL)                  |
| 229 | Jonathan Murphy (D)  | Canada      | Boston Bruins                   | Peterborough Petes (OHL)            |
| 230 | Jeff Lank (D)        | Canada      | Philadelphia Flyers             | Prince Albert Raiders (WHL)         |
| 231 | Erik Kaminski (C)    | Stati Uniti | Ottawa Senators (da St. Louis)  | Cleveland Jr. Barons (NAHL)         |
| 232 | Frank Ivankovic (P)  | Canada      | Pittsburgh Penguins             | Oshawa Generals (OHL)               |
| 233 | Steve Shirreffs (D)  | Stati Uniti | Calgary Flames (da Colorado)    | Hotchkiss School (USHS-Connecticut) |
| 234 | David Engblom (AS)   | Svezia      | Detroit Red Wings               | Vallentuna BK (Elitserien)          |

## Selezioni classificate per nazionalità
| Pos. | Paese        | Selezioni |
|      | Nord America | 155       |
| ---- | ------------ | --------- |
| 1    | Canada       | 138       |
| 4    | Stati Uniti  | 17        |
|      | Europa       | 79        |
| 2    | Russia       | 23        |
| 3    | Rep. Ceca    | 21        |
| 5    | Finlandia    | 13        |
| 6    | Svezia       | 8         |
| 7    | Slovacchia   | 7         |
| 8    | Kazakistan   | 2         |
| 8    | Ucraina      | 2         |
| 10   | Austria      | 1         |
| 10   | Bielorussia  | 1         |
| 10   | Germania     | 1         |